# Campodorus luctuosus
Campodorus luctuosus là một loài tò vò trong họ Ichneumonidae.